# Senhor, Fazei de Mim (Um Instrumento de Tua Paz)
"Señor, Haz de Mí un Instrumento de Tu Paz" é uma canção composta por Darío Julio Gianella Castañé sob o pseudônimo de Manasés, adaptando a Oração de São Francisco de Assis. A canção não foi gravada em espanhol, mas ganhou versão em português e foi gravada pelo grupo Os Meninos de Deus, alcançando grande sucesso no Brasil. Posteriormente, após ser gravada por vários artistas católicos, tornou-se muito famosa no meio da música católica popular.

## Contexto
Darío Julio Gianella Castañé é um compositor argentino nascido em Buenos Aires em 1955. Após completar o ensino médio, formou, junto com amigos, uma banda de rock psicodélico chamada Tarkus. Um dia, em uma das festas artesanais de hippies da época, ele conheceu dois americanos que disseram estar começando uma "obra cristã comunitária" em Lima, no Peru. Tendo-se sentido atraído pelo chamado, juntou-se ao movimento, chamado Meninos de Deus em 1972, tendo, então, dezessete anos. Posteriormente, desligou-se da obra, porém, enquanto estava no grupo, compôs, sob o nome de Manasés, duas canções, "Aleluya" e "Señor, Haz de Mí un Instrumento de Tu Paz".

## Gravação de Os Meninos de Deus
Em 1974, as duas canções foram gravadas em português pelo grupo Os Meninos de Deus, do ramo brasileiro do movimento, no álbum Aperte... Não Sacuda, sendo o título em português "Senhor, Fazei de Mim (Um Instrumento de Tua Paz)". O disco foi muito bem sucedido e rendeu aparições em populares programas de auditório na televisão aberta da época. O disco hoje é raro e pode ser encontrado por mais de quatrocentos reais em lojas de antiguidades musicais. 

## Versão de Astúlio Nunes
A primeira vez que a canção surgiu no meio católico foi em 1983, com a gravação de Astúlio Nunes, reintitulada como "Senhor, Fazei de Mim um Instrumento de Vossa Paz" e lançada como single. Este compacto foi muito vendido para um compacto de música católica popular e tornou-se um clássico católico. Esta gravação saiu em álbum no LP Canções para Orar - Vol. 2, em 1989, e em CD no disco Canções para Orar 4, de 1996. Astúlio Nunes também interpretou e gravou vários clássicos da música católica, entre elas, a tão conhecida ''A Barca''.

### Faixas dosinglede Astúlio Nunes
7" (COMEP EPD-0615)
| Lado A |                                                                              |                                        |         |  |
| N.º    | Título                                                                       | Compositor(es)                         | Duração |  |
| 1.     | "Senhor, Fazei de Mim um Instrumento de Vossa Paz (Oração de São Francisco)" | Manasés (Darío Julio Gianella Castañé) | 5:19    |  |

| Lado B         |                          |                                                   |         |  |
| N.º            | Título                   | Compositor(es)                                    | Duração |  |
| 2.             | "Canção da Fraternidade" | Eduardo Gomes de Faria / Eustáquio Gomes de Faria | 4:00    |  |
| Duração total: | Duração total:           | Duração total:                                    | 9:20    |  |

### Ficha técnica
Versão de Astúlio Nunes
- Produção: V. Ruis
- Arranjos: Rogério Cauchioli
- Técnico de Gravação e Mixagem: J. Martins
- Capa: I. Cipriani
- Direção geral: O. Sassi
- Gravado nos Estúdios das Edições Paulinas-Discos

## Outras versões católicas
Em 1999, os padres Fábio e Zeca regravaram a versão conforme a letra do grupo Os Meninos de Deus no álbum Nosso Coração Está em Deus.
O Padre Marcelo Rossi gravou a versão conforme a letra gravada por Astúlio Nunes duas vezes usando o título "Oração de São Francisco": a primeira, em 2000, no platinado álbum Canções para um Novo Milênio, versão também presente na coletânea europeia Seleção Essencial - Grandes Sucessos, de 2005; e a segunda, em 2008, no CD e DVD ao vivo Paz Sim, Violência Não, volumes 1 e 2.

## Versão de Luan Santana
"Oração de São Francisco" é uma canção gravada pelo cantor sertanejo Luan Santana, lançada em 28 de julho de 2013 como single promocional disponível somente para venda digital. Grande sucesso da música católica popular, o artista interpretou a canção ao Papa Francisco durante a Jornada Mundial da Juventude, realizado no Rio de Janeiro no mesmo mês, lançando-a na plataforma. Diferente das anteriores, que sempre foram guiadas pelo pop rock e o rock alternativo, Luan gravou uma versão mais lenta com piano e orquestra.